# جدل كارلسن-نيمان
جدل كارلسن-نيمان خلال كأس سينكوفيلد في سبتمبر 2022 نشأ جدل بين أسياد الشطرنج الكبار ماغنوس كارلسن بطل العالم الحالي وهانس نيمان. بعد خسارته المفاجئة في المباراة انسحب كارلسن من البطولة. فسر الكثيرون انسحابه على أنه تلميح لاتهام نيمان بالخداع. في مواجهة البطولة التالية اعتذر كارلسن فجأة بعد خطوة واحدة، مما أثار حيرة المراقبين مرة أخرى. أصبحت أخطر فضيحة حول مزاعم الغش في لعبة الشطرنج الدولية منذ سنوات وحظيت باهتمام كبير في وسائل الإعلام الإخبارية في جميع أنحاء العالم.
خلال المباراة الأولى أجرى نيمان مقابلة مطولة تناولت الجدل، حيث اعترف بالغش في لعبة الشطرنج عبر الإنترنت في الماضي، لكنه نفى الغش في اللعبة مع كارلسن أو في أي لعبة فوق اللوح. بعد ثلاثة أسابيع أصدر كارلسن بيانًا قال فيه إن سلوك نيمان خلال مباراة كأس سينكوفيلد أقنعه بالانسحاب من البطولة. اتهم نيمان بالغش في كثير من الأحيان، وفي الآونة الأخيرة أكثر مما اعترف به، وقال إنه لن يلعب الشطرنج معه في المستقبل.
قام موقع شطرنج.كوم بإزالة نيمان من منصته مباشرة بعد انسحاب كارلسن من كأس سينكوفيلد. وبّخ الاتحاد الدولي للشطرنج كارلسن على أفعاله واعترف بمخاوفه من الغش في لعبة الشطرنج. أعلن الاتحاد الدولي للشطرنج لاحقًا عن تحقيق في مزاعم كارلسن عن الغش المزعوم وردود نيمان. أصدر موقع شطرنج.كوم في وقت لاحق تقريرًا مؤقتًا يوضح بالتفصيل غش نيمان الكثير عبر الإنترنت على منصتهم.
علق العديد من لاعبي الشطرنج والصحفيين على هذه القضية، بعضهم دعم شكوك كارلسن بطريقة أو بأخرى، وانتقده آخرون بسبب انسحابه من البطولة وادعاءاته دون أدلة، كما أعربوا جزئيًا عن إيمانهم ببراءة نيمان. أعرب المعلقون من كلا الجانبين عن رغبتهم في فرض ضوابط صارمة ومتسقة على الغش في بطولات الشطرنج.

## مزاعم الغش
قال أستاذ الشطرنج ومنشىء البث هيكارو ناكامورا إنه يعتقد أن كارلسن قد اشتبه على الأرجح في أن نيمان غش، مدعيًا أن نيمان قد تم حظره سابقًا من الشطرنج بسبب الغش في ألعاب الشطرنج عبر الإنترنت. دافع ليفون أرونيان القائد الكبير الذي كان يلعب في البطولة عن نيمان، مشيرًا إلى أن معظم اللاعبين رفيعي المستوى «مصابين بجنون العظمة إلى حد كبير» وأن اللاعبين الشباب غالبًا ما يوجهون اتهامات بالغش بعد اللعب القوي. في وقت لاحق صرح آرونيان أنه «في الحقيقة لا يعرف الكثير عن الكثير من الأشياء» ويجد نفسه الآن «في مكان ما في المنتصف». وأضاف: «أعتقد أن هانس لم يكن أنظف شخص عندما يتعلق الأمر بالشطرنج عبر الإنترنت».

### إنكار نيمان
في مقابلة في 6 سبتمبر 2022، أنكر نيمان الغش خلال مباريات الكأس واتهم كارلسن وناكامورا وشطرنج.كوم بمحاولة تدمير مسيرته. اعترف أنه سبق له الغش في الموقع ذات مرة عندما كان يبلغ من العمر 12 عامًا أثناء إحدى البطولات عبر الإنترنت، ثم عندما كان بلغ من العمر 16 عامًا في ألعاب عبر الإنترنت غير مصنفة. أكد أنه لم يغش أبدًا في لعبة فوق اللوح. رداً على تكهنات لا أساس لها من الصحة تزعم تورط جهاز مخفي أثناء بطولة الكأس، عُرض اللعب في بيئة مغلقة بدون وصلات إلكترونية وقال «إذا كانوا يريدون مني أن أخلع ثيابي بالكامل فسأفعل ذلك» لدحض أي مزاعم بشأن الغش.

### رد كارلسن
في 26 سبتمبر نشر كارلسن بيانه الرسمي بشأن الجدل على تويتر. أكد كارلسن أنه كان يفكر في الانسحاب من الكأس بسبب ضم نيمان في اللحظة الأخيرة. صرح كارلسن أنه يعتقد أن نيمان خدع في كثير من الأحيان ومؤخرًا أكثر مما اعترف علنًا، وأن سلوك نيمان خلال مباراة الكأس قد أقنعه بالانسحاب من البطولة. وذكر أنه كان مقيدًا فيما يمكنه قوله علانية دون «إذن صريح من نيمان»، وأنه لن يلعب الشطرنج مع نيمان في المستقبل.